# إذلاق
الذَّلَاقَةُ: لُغَةً: حِدَّةُ اللسان (أيْ: طلاقتُه) وبلاغتُه، وتطلق على الفصاحة والخِفَّة في الكلام، وعند القراء: الاعتماد عند النطق بالحرف على ذَلْقِ اللسانِ، وهو طَرَفُه وحَدُّه، والشَّفَةِ.
وسميت الحروفُ المُذْلَقة أو الذَّلْقِيَّة بذلك لذَلاقتها وخِفَّتها وسرعة النطق بها، فبعضُها يخرج من ذَلْقِ اللسان: وهي الراء، واللام، والنون، وبعضها يخرج من ذَلْقِ الشَّفَة، وهو: الفاء، والباء، والميم، وهي مجموعةٌ في قول ابْنِ الجَزَرِيِّ: «فَرَّ مِنْ لُبٍّ» (ومعنى هذا التركيب: هرب الجاهل من ذي لُبٍّ، أيْ: مِنَ العاقل، أو هرب من عقله)، أمَّا الفراهيديُّ فجمعَها في قَولِكَ: «رُبَّ مَنْ لَفَّ». وتسمى بحروفِ الذَّلاقة، وحروفِ الإذلاق، والحروفِ الذُّلْق (بضم الذال، وتسكين اللام)، والواحدُ (المفردُ مِنها): حرفٌ أذْلَقُ.
ولما ذَلِقَتِ الحروف، الستة وبُذِلَ بِهِنَّ اللسانُ وسَهُلتْ في المنطق، كثُرَتْ في أبنية الكلام، فليس شيء من بناء الخماسي التام يَعرَىٰ منها أو من بعضها، فإذا ورد عليك خماسيٌّ مُعرًى من الحروف الذُّلْق والشَّفَوية، فاعلمْ أنه مُوَلَّد، وليس من صحيحِ كلام العرب. وأمَّا بناءُ الرباعيُّ المُنبسِطُ فإن الجمهور الأكثرَ منه لا يَعرَى من بعض الحروف الذُّلْق إلا كلماتٌ قليلةٌ نحوٌ مِنْ عَشْر، ومهما جاء من اسم رباعي منبسط مُعرًى من الحروف الذُّلْقِ والشَّفَوية، فإنه لا يَعرَى من أحد طَرَفِي الطلاقة، أو كِلَيْهِما، ومن السين والدال أو إحداهُما، ولا يضره ما خالطه من سائر الحروف الصُّتْم. ومن أمثلة الرباعي والخماسي الذي جاء شاذًا دون حرف من حروف الذُّلْق: العَسْجَدُ، والقَسْطوسُ، والقُداحِس، والدُعشُوقةُ، والهُدْعةُ، والزُهْزُقَةُ.